# Elizabeth Wolstenholme
Elizabeth Clarke Wolstenholme-Elmy (Lancashire, 1833 - Chorlton-on-Medlock, 12 de març del 1918) fou una assagista, poeta, activista i sufragista pionera anglesa lluità pel dret de les dones a l'educació, a tenir propietats i pel dret al vot.
La també històrica suffragette Sylvia Pankhurst reconegué el paper que havia jugat Elizabeth com a pionera fundadora del moviment sufragista. Militava en organitzacions com la WSPU.

## Biografia
Elizabeth Wolstenholme era filla de Joseph Wolstenholme, ministre metodista d'Eccles, al comtat de Gran Manchester. La batejaren el 15 de desembre del 1833 a Eccles.
El reverend Wolstenholme tenia una concepció tradicional sobre l'escolarització de les xiquetes, per això mentre el seu germà major Joseph Wolstenholme (1829–1891) va rebre una costosa educació privada que li va permetre ser professor de matemàtiques en la Universitat de Cambridge, Elizabeth a penes pogué estudiar dos anys a l'escola Fulneck. El seu pare va morir quan ella tenia 14 anys i sa mare havia mort poc després que ella nasqués. Els tutors d'Elizabeth no volgueren que estudiàs en el Bedford College, el primer establiment dedicat a l'educació superior de les dones d'Anglaterra, fundat el 1849. Per això va decidir educar-se a casa fins que va obtenir l'herència als dènou anys. El 1853, Elizabeth fundà un internat per a xiquetes a Boothstown, prop de Worsley. Hi romangué fins al maig del 1867, quan el traslladà a Congleton, Cheshire.

### Activisme pel dret a l'educació

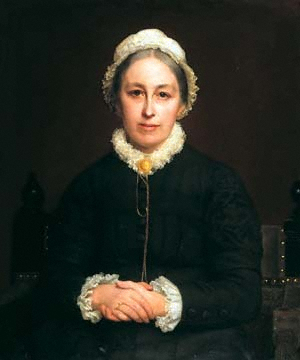
Emily Davies sufragista, directora del Girton College

Elizabeth Wolstenholme, preocupada pel lamentable nivell de l'educació primària per a les xiquetes, es va unir al College of Preceptors el 1862 i, per aquesta organització, conegué a Emily Davies. Juntes feren campanya perquè les xiquetes tinguessen el mateix accés a l'educació superior que els xiquets. El 1865 cofundà l'Associació de Mestres d'Escola de Manchester i el 1866 comparegué davant la Comissió Taunton, encarregada de reestructurar les escoles primàries, i fou una de les primeres dones a prestar testimoniatge en una comissió de recerca parlamentària.
Dos anys més tard, Elizabeth Wolstenholme i Josephine Butler ajudaren a crear el Consell del Nord d'Anglaterra per a la Promoció de l'Educació Superior de les Dones, en la qual Elizabeth representava Manchester. El Consell oferia lectures i exàmens a les dones que volien ser mestres d'escola.
Davies i Wolstenholme estaven en desacord sobre la manera com les dones haurien de ser examinades en un nivell superior, perquè Elizabeth, que havia format la branca de Manchester de la Societat per a la Promoció de l'Ocupació de les Dones al 1865, volia un pla d'estudis destinat a desenvolupar habilitats per al treball, mentre que Davies desitjava que a les dones se'ls ensenyàs el mateix pla d'estudis que als hòmens. El 1869 Butler demanà Elizabeth que col·laboràs amb un article sobre educació en el seu llibre Women's Work and Women's Culture en què explicava els seus plans per a un sistema d'escoles secundàries per a xiquetes i criticava els pares de classe mitjana per la seua manca d'interés en l'educació de les filles.

### Comité de Manchester per al dret al vot
Elizabeth i Josephine Butler crearen l'Associació Nacional de Dones per a la Derogació de Malalties Contagioses en resposta a la Llei de Malalties Contagioses que el Parlament havia aprovat al 1864 pel control estatal de la prostitució.
Elizabeth Wolstenholme fundà el Comité de Manchester per al dret al vot al 1865 i va començar 50 anys d'una campanya important a favor del sufragi. Va abandonar la seua escola al 1871 i es va convertir en la primera empleada remunerada del moviment de dones quan la contractaren per a fer un grup de pressió i reclamar al Parlament la modificació de lleis perjudicials per a les dones. Amb el malnom de l'assot dels comuns o el gos guardià del govern, Elizabeth no deixà mai la lluita: quan els grups locals de sufragistes van flaquejar després de la decepció dels projectes de llei de sufragi fallits, Elizabeth Wolstenholme va ser fonamental per mantenir l'impuls del comité de la seua ciutat amb una reagrupació al 1867, la Societat de Manchester per al Sufragi de Dones. 
El 1877, la campanya pel sufragi se centralitzà en la Societat Nacional per al Sufragi Femení. Elizabeth fou membre fundadora (amb Harriet McIlquham i Alice Cliff Scatcherd) de la Women's Franchise League el 1889. [8] [9] Més tard, deixà l'organització i va fundar la Women's Emancipation Union el 1891. [10]

### Women's Emancipation Union 1891–1899
Elizabeth Wolstenholme fundà la UEO al setembre del 1891 després d'un infame cas judicial, Regina v Jackson, conegut popularment com el Judici Clitheroe, succeí quan Edmund Jackson segrestà la seua esposa en un intent per fer valer els seus drets conjugals, molt abans que existís el concepte de violació conjugal. El tribunal d'apel·lació alliberà la Sra. Jackson sota Habeas corpus.
Elizabeth Wolstenholme reconegué la importància d'aquesta sentència en relació amb el principi jurídic que establia el sotmetiment de l'esposa al marit. Va finançar la UEO amb subscripcions i hi trobà una benefactora, la Sra. Russell Carpenter. La UEO feu campanya per quatre drets clau en la igualtat entre sexes: drets i deures cívics, educació i desenvolupament personal, en el lloc de treball i en el matrimoni i la paternitat. Fou pionera en la col·laboració entre classes, encoratjant la resistència de les dones a l'autoritat mentre el seu dret al vot seguia sense reconéixer-se.
El comité de la UEO feren una conferència anual i més de 150 reunions públiques entre 1892 i 1896. Va haver-ne deu organitzadores locals en ciutats des de Glasgow fins a Bristol, i més de 7.000 subscripcions internacionals. Al 1893 se n'establí un subcomité parlamentari de curta durada. Els membres executius eren, entre d'altres, Mona Caird, Harriot Stanton Blatch, Caroline Holyoake Smith i Charles W. Bream Pearce (marit d'Isabella Bream Pearce). Entre els membres hi havia Florence Dixie, Charlotte Carmichael Stopes i George Jacob Holyoake. Isabella Ford, en nom de la UEO, feu mítings a l'East End de Londres el 1895.
Entre els articles escrits n'hi ha: The Factory work of Women in the Midlands d'Amy Hurlston i The Bitter Cry of the Voteless Toiler de William Henry Wilkins, tots dos del 1893, i Women and Factory Legislation d'Isabella Bream Pearce del 1896. 
Tot seguint la Llei de Govern Local de 1894, la UEO encoratjà les dones que tenien reconeguts drets per aquesta llei (en la seua majoria propietàries) a presentar-se a les eleccions en els òrgans de l'administració local, o almenys a votar. Més de 100 dels organitzadores de la UEO hi foren elegides, com a Junta de tutores o regidores parroquials. 
Després de la mort del seu benefactor i la reducció a la meitat de les subscripcions en la depressió que va seguir la pèrdua de la Llei de sufragi femení del 1897, la UEO es retirà. La reunió darrera se'n feu el 1899, i entre els oradors hi havia Harriot Stanton Blatch i Charlotte Perkins Gilman.

### WSPU
Elizabeth Wolstenholme, amiga i companya d'Emmeline Pankhurst, fou convidada a participar en el comité executiu de la Unió Social i Política de les Dones. [14] La UEO estava començant a ser reconeguda com a precursora de les suffragettes de la WSPU.

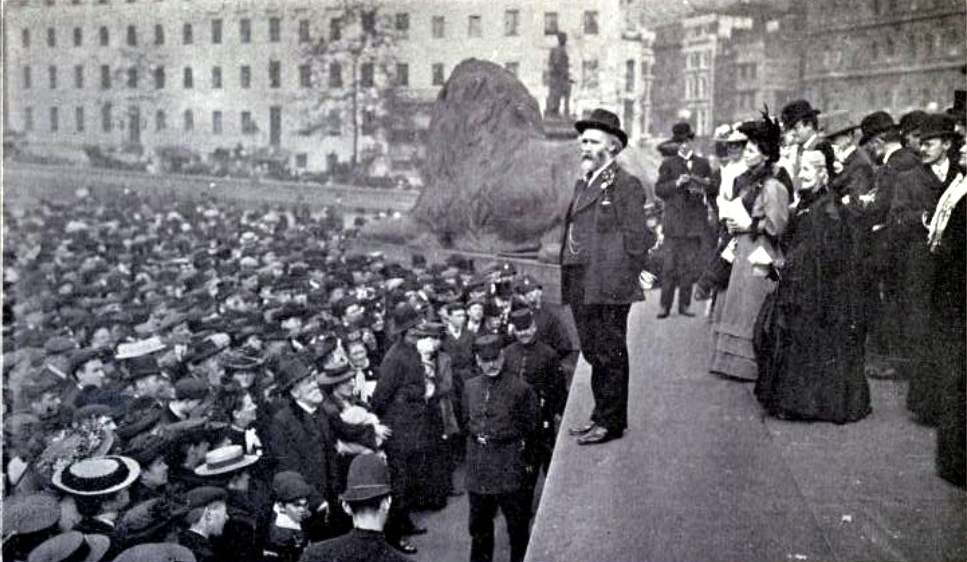
Wolstenholme darrere de Keir Hardie a Trafalgar Square el 19 de maig del 1906

Elizabeth Wolstenholme era a l'escenari quan Keir Hardie i Pankhurst parlaren davant una gran multitud a Trafalgar Square, i també escrigué un relat com a testimoni de la reunió de Boggart Hole Clough del 1906 i el conegut com a Women's Sunday el 21 de juny del 1908.

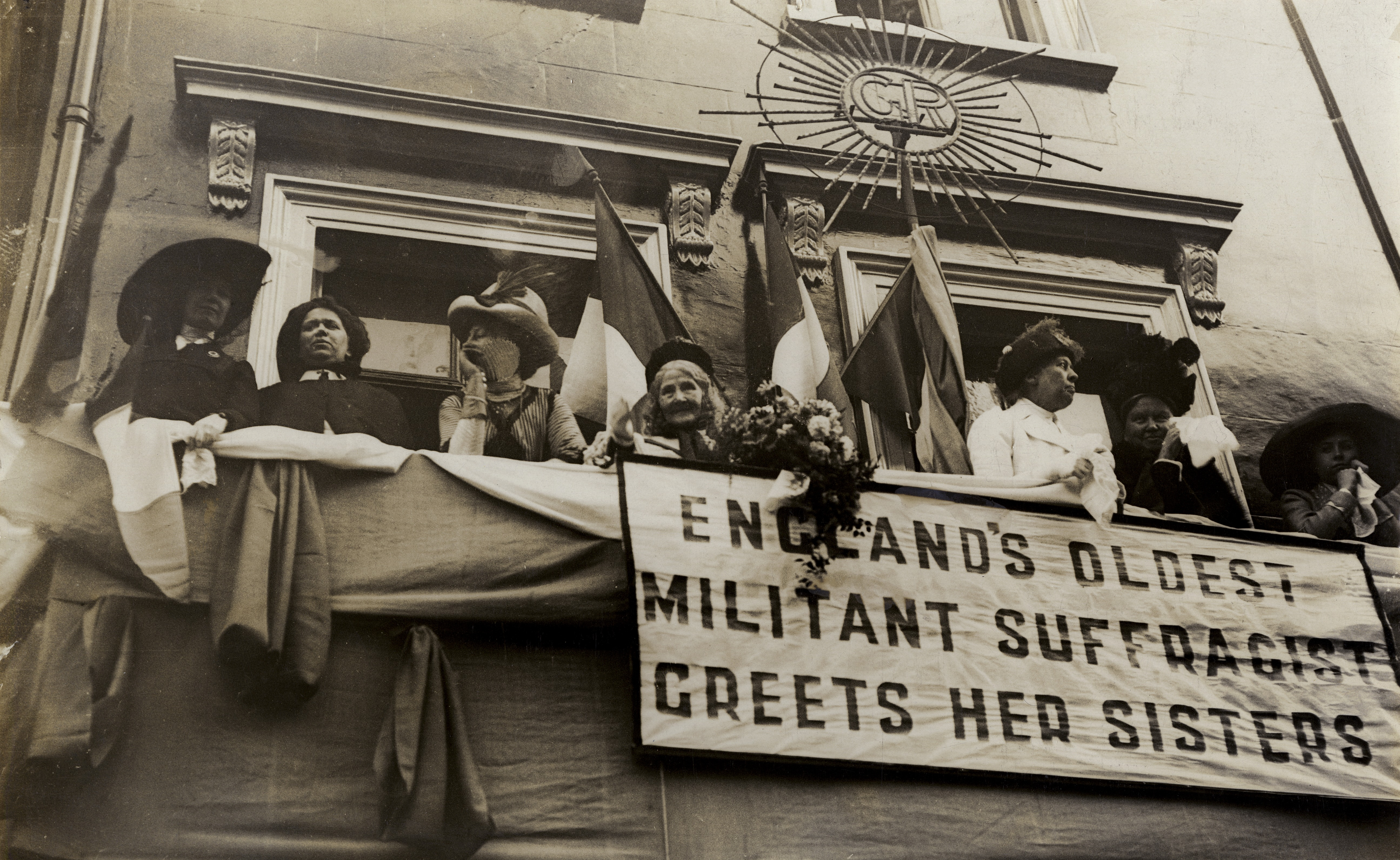
Wolstenholme (centre) observa la processó de coronació de dones des d'un balcó, 1911

En la Women's Coronation Procession del 1911, que ella va seguir des d'un balcó, l'esmentaren com la suffragette "més antiga d'Anglaterra". Wolstenholme abandonà la WSPU el 1913 quan les seues activitats violentes amenaçaven la vida humana. 

### Altres activitats
Fou vicepresidenta de la Lliga de Resistència Fiscal de Dones al 1913. També recolzà el Lancashire and Cheshire Textile i el Workers' Representation Committee, format a Manchester el 1903, encapçalat per Esther Roper.[15]

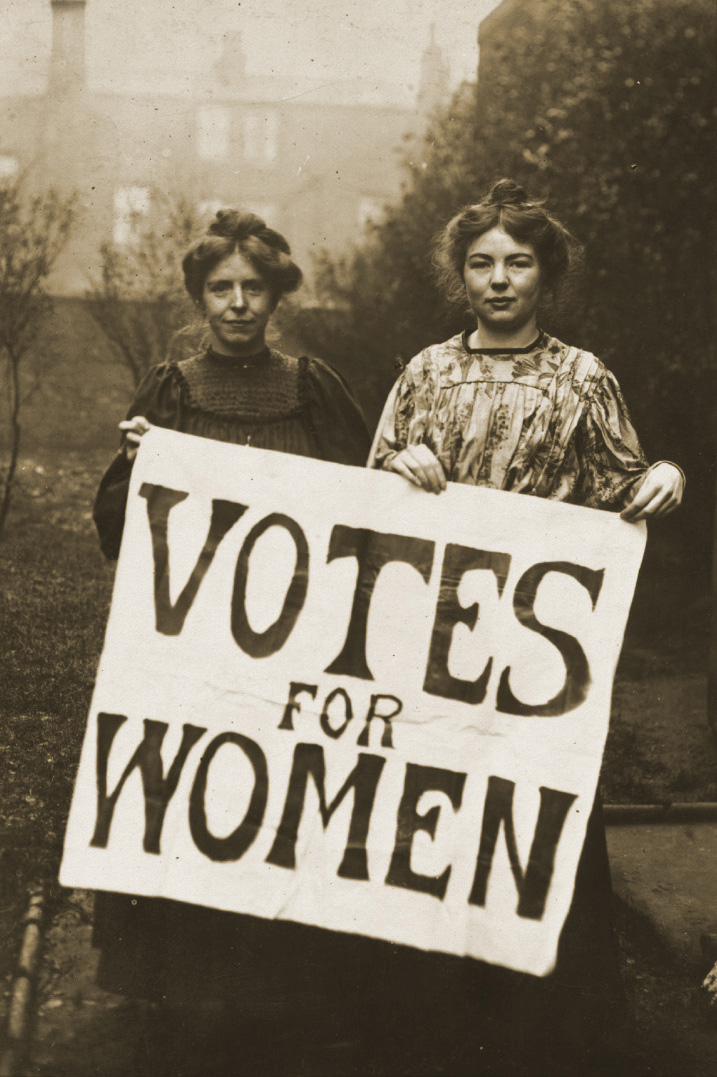
Activistes de la WSPU

Elizabeth Wolstenholme volia la paritat entre sexes. Fou secretària del Comité de Béns de Dones Casades des del 1867 fins al seu èxit amb la introducció de la Llei de Béns de Dones Casades de 1882. [16] El 1869, convidà Josephine Butler a ser presidenta de l'Associació Nacional de Dones per la Derogació de les Lleis de Malalties Contagioses, una campanya que va reeixir al 1886. El 1883, Wolstenholme treballà per al Comité de Tutela de Menors que es va convertir en llei el 1886 (vegeu Llei de Custòdia d'Infants de 1873). 

## Vida personal
Elizabeth Wolstenholme conegué el propietari d'una fàbrica de seda, secularista, republicà (antimonàrquic) i defensor dels drets de les dones, Benjamin John Elmy (1838-1906), quan es traslladà a Congleton. Esdevingué la seua ànima bessona i parella de fet. Elmy havia nascut a Hollingsworth. Treballant com a mestre quan tenia poc més de 20 anys, Elmy es va convertir en gerent d'una fàbrica en el comerç tèxtil de Lancashire. Aquest treball li va mostrar les dificultats econòmiques que oprimeixen les dones treballadores.
El 1867, Wolstenholme i Elmy van establir una Societat d'Educació per a Dames oberta també als hòmens. Foren actives en el moviment feminista, i s'uniren als comités de Wolstenholme. La parella començà a viure junta en la dècada del 1870, seguint el moviment de l'amor lliure i horroritzant els seus col·legues cristians. Quan Wolstenholme quedà embarassada el 1874, els seus col·legues es van indignar i van exigir que es casassen. Tot i que la parella es va sotmetre a una cerimònia de registre de matrimoni civil el 1874, ella es va veure obligada a deixar el seu treball a Londres. 
[[Archivo:Blue_plaque_to_Elizabeth_Wolstenholme_Elmy.jpg|enllaç=Fitxer:Blue_plaque_to_Elizabeth_Wolstenholme_Elmy.jpg|alt=Blue plaque for Elizabeth Clarke Wolstenholme Elmy at Buxton House, Buglawton.|esquerra|miniatura|Placa azul para Elizabeth Clarke Wolstenholme Elmy en Buxton House.]]
La parella es va mudar a Buxton House, Buglawton, on Wolstenholme-Elmy donà a llum al seu fill, Frank, el 1875. Frank Elmy fou educat a casa. El 1886, Benjamin J. Elmy fou elegit Mestre de la Lògia Congleton de la Lliga de Comerç Just (que dona suport a la protecció de la indústria britànica) i tant Wolstenholme com Elmy feren mítings en actes organitzats contra les lleis de lliure comerç. Elmy and Co. deixà d'operar al 1888 i Elmy es va retirar a causa de problemes de salut el 1891. El 1897, fundà la primera Lliga d'Electors Masculins per al Sufragi Femení (vegeu també la Lliga d'Hòmens per al Sufragi Femení del 1907).

## Mort
La parella va romandre casada fins a la mort d'Elmy al 1906. Wolstenholme va morir el 12 de març del 1918.

## Obres

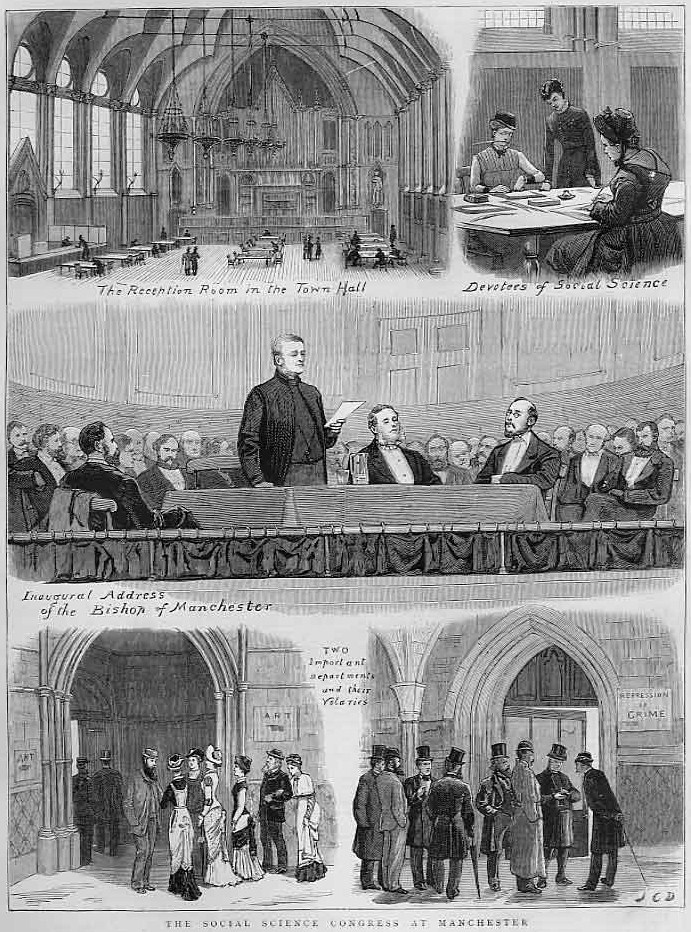
Congrés de Ciències Socials del 1879. Les tres dones tenen el títol de "devotes de les ciències socials"

Elizabeth Wolstenholme va escriure prolíficament, fins i tot documents per a l'Associació Nacional per a la Promoció de les Ciències Socials i articles per a publicacions feministes com Shafts i diaris com Westminster Review. Algunes organitzacions com la Unió d'Emancipació de Dones també publicaren fullets sobre les seves campanyes. [19]
Entre els seus textos hi ha:
- The Report of the Married Women's Property Committee: Presented at the Final Meeting of their Friends and Subscribers, Manchester 1882.
- The Infants Act 1886: The record of three years effort for Legislative Reform, with its results published by the Women's Printing Society 1888.
- The Enfranchisement of Women published by the Women's Emancipation Union 1892.

La Biblioteca Britànica guarda els seus escrits i els de la Llei de Tutela d'Infants i la Unió d'Emancipació de Dones.[19]
Elizabeth Wolstenholme també va escriure poesia. The Song of the Insurgent Women es publicà el 14 de novembre del 1906 i War Against War in South Africa el 29 de desembre del 1899, poc després de la Segona guerra bòer. [19]

## Reconeixement pòstum

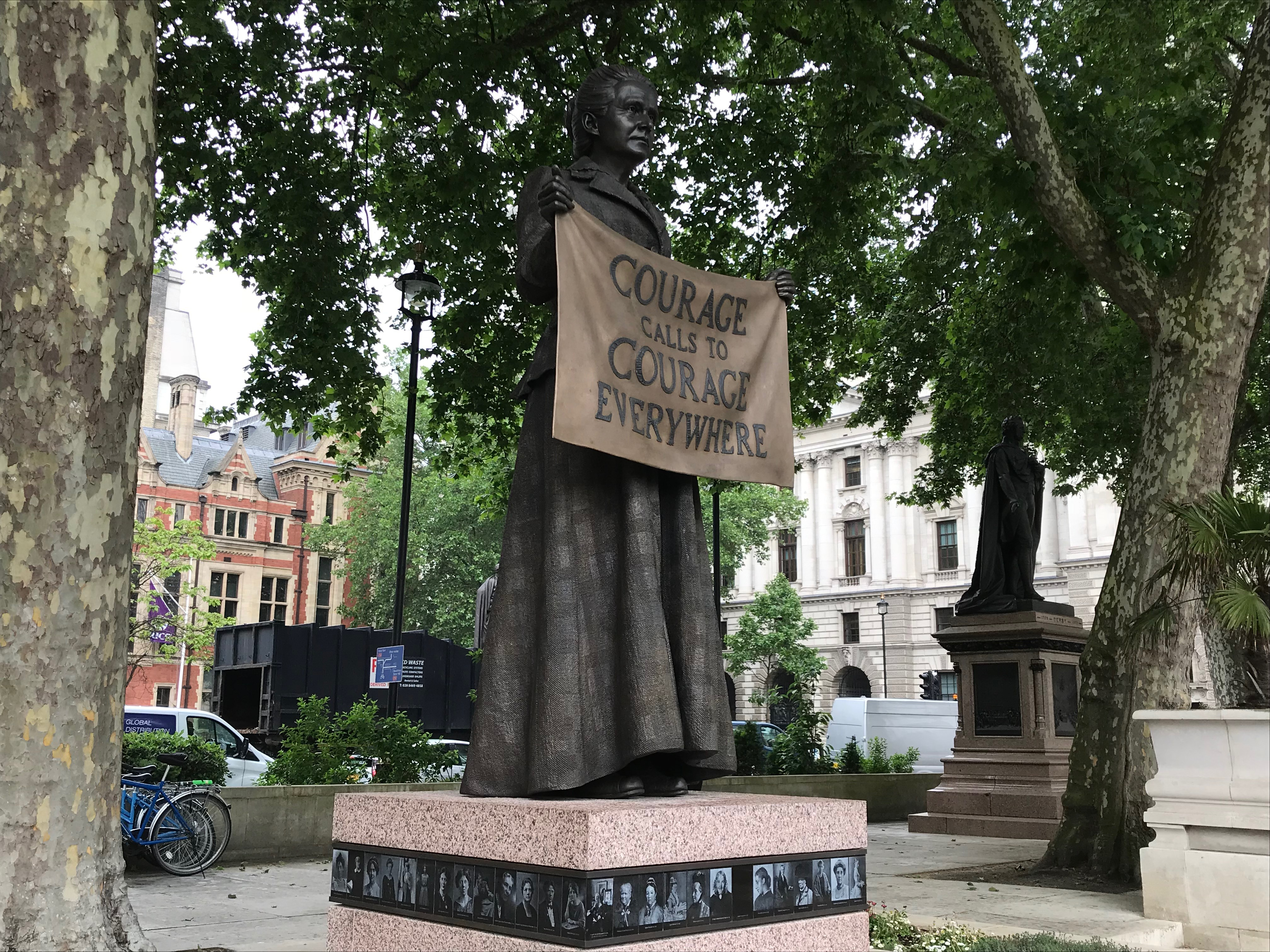
La imatge i el nom de Wolstenholme apareixen en l'estàtua de Fawcett en Parliament Square

La Societat Cívica de Congleton col·locà una placa blava a la seua casa, Buxton House. Diu: Elizabeth Wolstenholme-Elmy 1839–1918, l'activista per la igualtat social, legal i política de les dones va viure ací entre 1874 i 1918.
El seu nom i imatge, i els d'altres 58 partidaris del sufragi, estan gravats al pedestal de l'estàtua de Millicent Fawcett a Parliament Square, Londres, inaugurada al 2018.

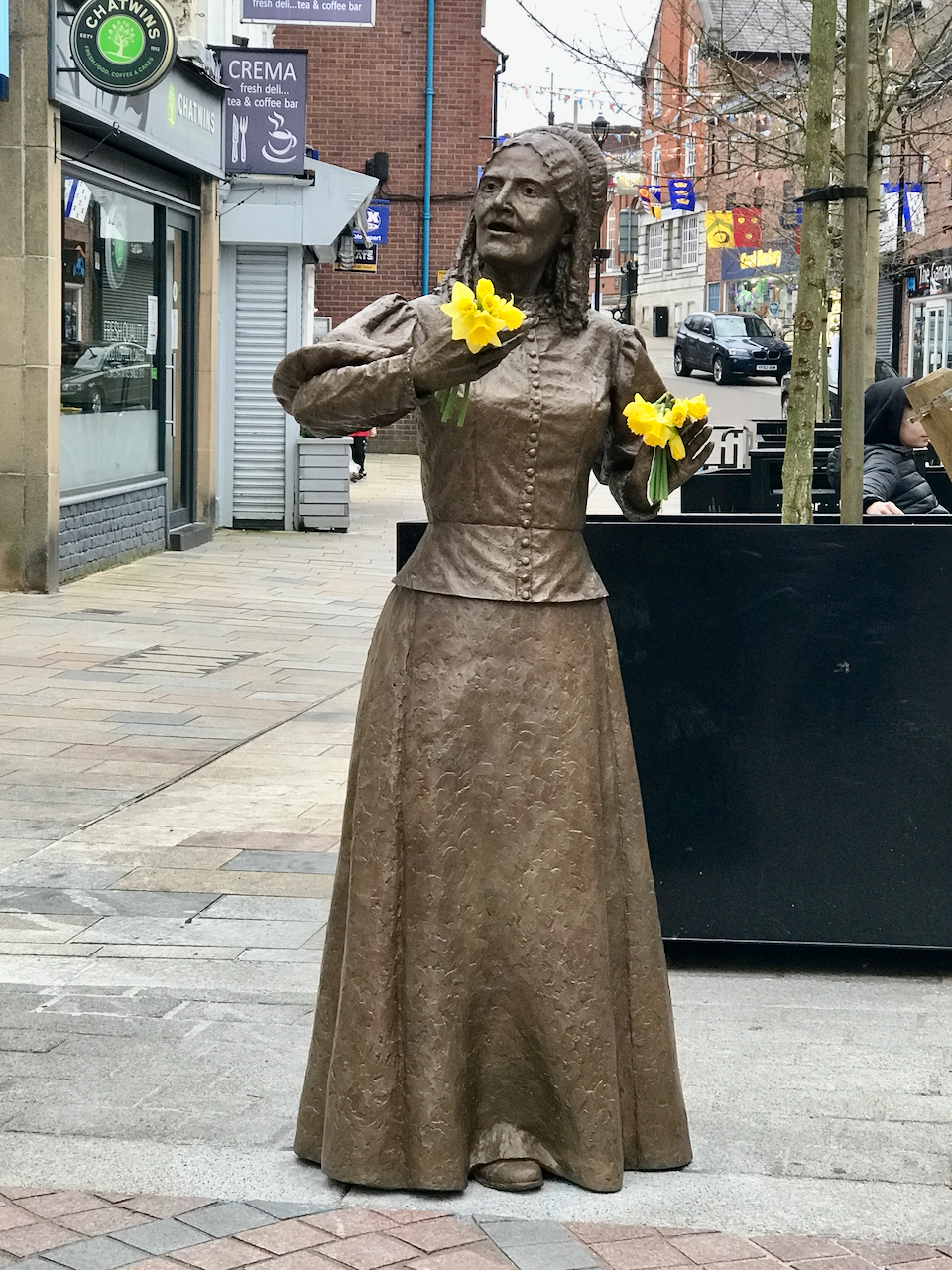
Estàtua de bronze de La nostra Elizabeth a Congleton

A l'abril del 2021, un enllaç de Congleton s'anomenà Wolstenholme Elmy Way en honor a Elizabeth i el seu espòs, Benjamin.
Es va crear una organització benèfica a Congleton el 2019, Elizabeth's Group, que recaptà fons per a una estàtua en memòria de Wolstenhome, dissenyada per l'escultora Hazel Reeves, i presentada el Dia Internacional de les Dones, el 8 de març del 2022.